# Pseudoclanis abyssinicus
Pseudoclanis abyssinicus är en fjärilsart som beskrevs av Lucas 1857. Pseudoclanis abyssinicus ingår i släktet Pseudoclanis och familjen svärmare. Inga underarter finns listade i Catalogue of Life.